# Hugues Pagan
Hugues Pagan (Chlef, 1947) è uno scrittore e sceneggiatore francese.

## Opere

### Romanzi
- L'ingenuità delle opere fallite (La Mort dans une voiture solitaire) (1982) - edizione italiana: Meridiano Zero, 2004. ISBN 888237095X
- Alla salute del lupo cattivo (L'Eau du bocal) (1983) - Meridiano Zero, 2006. ISBN 8882371212
- Je suis un soir d'été (1983)
- Vaines recherches (1984)
- La mossa del gatto (Boulevard des allongés) (1984) - Meridiano Zero, 2007. ISBN 9788882371432
- Operazione Atlanta (Last Affair) (1985) - Meridiano Zero, 2010. ISBN 9788882372187
- In fondo alla notte (Les Eaux mortes) (1987) - Meridiano Zero, 2007. ISBN 9788882371685
- Dead end blues (L'Etage des morts) (1990) - Meridiano Zero, 2000. ISBN 8882370240
- Quelli che restano (Tarif de groupe) (1993) - Meridiano Zero, 2001. ISBN 8882370399
- La notte che ho lasciato Alex (Dernière station avant l'autoroute) (1997) - Meridiano Zero, 2003. ISBN 8882370534
- Profil perdu, Rivages/Thriller, 2017
- Mauvaises Nouvelles du front, Rivages/Noir, 2018 ISBN 978-2-7436-4547-2
- Le Carré des indigents, Rivages/Noir, 2022 ISBN 978-2-7436-5493-1

### Racconti
- La Guêpe, (1985) in Polar n. 21 (1999)

### Sceneggiature
- 1987: Vaines recherches, telefilm di Nicolas Ribowski: sceneggiatore, dal suo romanzo omonimo
- 1996: Les Aveux de l'innocent, film di Jean-Pierre Améris: sceneggiatore
- 1999-2001: Police District (serie televisiva): ideatore e sceneggiatore
- 2004: S.A.C., des hommes dans l'ombre (telefilm): sceneggiatore
- 2006: Mafiosa (serie televisiva): ideatore e sceneggiatore
- 2006: Un flic (serie televisiva): ideatore e sceneggiatore
- 2008: Diamond 13, film di Gilles Béhat: sceneggiatore, dal suo romanzo L'Étage des morts
- 2008-2017: Nicolas Le Floch (serie televisiva): sceneggiatore, dall'omonima opera di Jean-François Parot

## Premi e riconoscimenti
- Nel 1998 vince ex aequo con Michael Connelly il Prix Mystère de la critique con Dernière station avant l'autoroute[1];
- Nel 2022 vince il Prix Landerneau[2] e il Grand prix de littérature policière con Le Carré des indigents[3].

## Onorificenze
- Cavaliere delle arti e delle lettere[4][5].